# Västra Abborrtjärnet
Västra Abborrtjärnet är en sjö i Årjängs kommun i Värmland och ingår i Göta älvs huvudavrinningsområde. Sjöns area är 0,015 kvadratkilometer och den befinner sig 225 meter över havet.